# Monte Iwate
O Monte Iwate (岩手山 Iwate-san) é um vulcão ativo de dois picos localizado no norte das Montanhas Ou, na região japonesa de Tōhoku. Tem 2038 metros, e é o pico mais alto e o símbolo da Prefeitura de Iwate. Faz parte da lista de 100 montanhas célebres do Japão.

## Topografia e Geologia

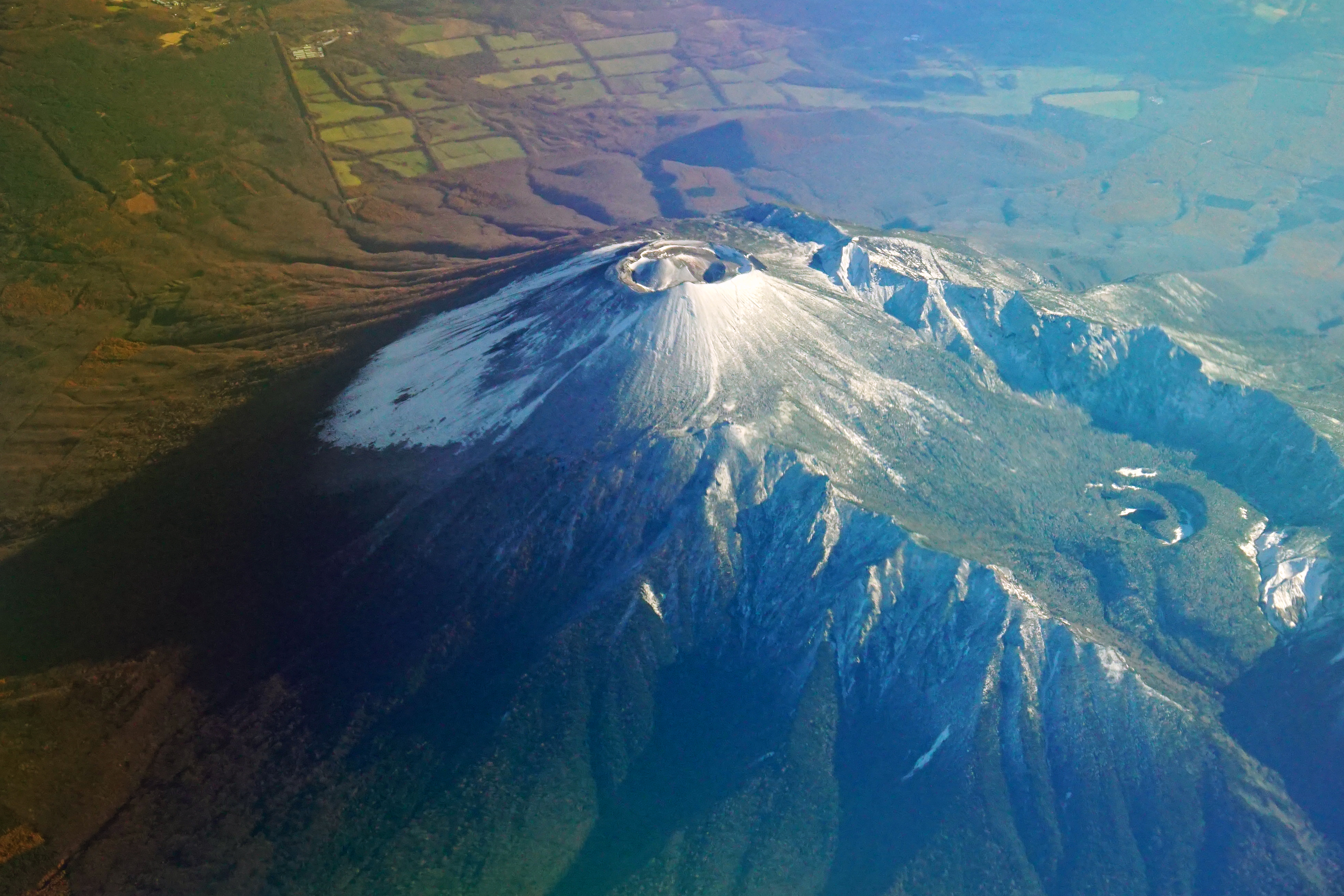
Monte Iwate visto do céu na província de Iwate, Japão.

O Vulcão Iwate ocupa dois terços da estrutura do pico oeste do Monte Iwate, e nesse pico formou-se um cone parasita. O ponto mais alto do Monte Iwate fica no pico leste deste.
Há uma cratera entre o Monte Iwate e o Monte Kurakami (1570 m). É uma cratera formada através da erosão, e de leste a oeste forma uma elipse de aproximadamente 2,5 quilômetros de semieixo maior. Na caldeira vulcânica da montanha, correm dois pequenos rios chamados Sahosawa (左保沢) e Ōjigokudani (大地獄谷) Há dois lagos de cratera, Lago Okama (御釜湖 Okama-ko) e Lago Onawashiro (御苗代湖 Onawashiro-ko). O pequeno Lago Okama é quase circular, e é um lago de água clara, enquanto o Lago Onawashiro tem sua água quase transbordando, e está expandindo-se a leste. Com a observação de um terremoto, foi possível notar que há magma abaixo da montanha.